# 2025年6月ロサンゼルス暴動
2025年6月ロサンゼルス暴動（あるいは2025年6月のロサンゼルス抗議活動、英語: June 2025 Los Angeles protests）とは、第二次トランプ政権によるICE（移民・関税局）を使った不法移民の強制送還に対する大規模な抗議活動や暴動の総称である。単なる抗議デモ・暴動ではなく、トランプ大統領がカリフォルニア州兵を州知事のニューサムの許諾なしに動員したり、憲法上禁止されているアメリカ海兵隊を派遣するなど憲法解釈の問題も引き起こした。

## 抗議活動の原因
カリフォルニア州では安い労働力として、不法移民や不法滞在者を暗黙の了解で「グレーゾーンの労働者」として容認してきた。移民に厳しい対応をとる第二次トランプ政権はこれらを不法移民としてメキシコなどに強制送還するために強制捜査を命令した。

## 鎮圧活動の問題点
暴動の鎮圧において、トランプがカリフォルニア州兵を州知事であるニューサム知事を無視して派兵を命じたことに、指揮権の侵害だという指摘がある。州兵は憲法上は州政府に指揮権があり、戦時中のみ連邦大統領に指揮権が移行する。またロサンゼルス市警察、州兵、海兵隊、保安官など様々な部隊が動員されたことにより指揮系統に混乱が見られた。

## メキシコ国旗の使用と影響
ロサンゼルスにメキシコ系移民が多いことや、強制送還に中南米者が標的にされて居た事からメキシコ、ホンジュラス、エルサルバドルなどの中南米系の国旗が頻繁に使用された。他にはパレスチナ国の国旗も使用された。特にメキシコ国旗は頻繁に使われて「反ICE抗議の象徴」として紹介された。一方で全てのメキシコ系アメリカ人の意見を代表している訳ではないことや、メキシコ国旗がICEへのプロテストの象徴となることはメキシコ系アメリカ人への風評被害となる可能性もある。